# Маринов, Габриэл
Габриэл Маринов (род. 25 декабря 2003 года) — болгарский тяжелоатлет, чемпион Европы 2024 года, бронзовый призёр чемпионата Европы 2022 года.

## Карьера
В мае-июне 2022 года на чемпионате Европы в Тиране, в весовой категории до 61 кг, болгарин занял итоговое третье место с результатом 279 килограммов. В упражнении толчок он завоевал малую золотую медаль взяв вес на штанге в 157 килограммов.
На чемпионате мира 2022 года в Боготе, Маринов занял итоговое 12-е место с результатом 279 килограммов.
В Ереване, на чемпионате Европы 2023 года, Габриэл в категории до 61 кг не смог зафиксировать вес в рывке, но завоевал малую бронзовую медаль в толчке с результатом 154 килограмма.
В феврале 2024 года на чемпионате Европы в Софии Маринов завоевал золотую медаль по сумме двух упражнений с результатом 281 кг. В упражнении толчок он стал первым (160 кг).

## Достижения
Чемпионат Европы
| Результат | Вес      | Год  | Место соревнований | Рывок | Толчок | Общий вес |
| Бронза    | до 61 кг | 2022 | Тирана, Албания    | 122,0 | 157,0  | 279,0     |
| Золото    | до 61 кг | 2024 | София, Болгария    | 121,0 | 160,0  | 281,0     |